# USCX Cyclocross Series 2024-2025
De Trek USCX Cyclocross Series 2024-2025 is het vierde seizoen van het regelmatigheidscriterium in het veldrijden. De USCX Cyclocross Series bestaat uit 8 crossen op 4 locaties in de Verenigde Staten.

## Podia
| Seizoen          | Winnaar           | Tweede       | Derde            |
| ---------------- | ----------------- | ------------ | ---------------- |
| Mannen elite     | Andrew Strohmeyer | Kerry Werner | Scott Funston    |
| Vrouwen elite    | Hélène Clauzel    | Manon Bakker | Sidney McGill    |
| Mannen junioren  | Benjamin Bravman  | Tofik Beshir | Isaiah Culbreath |
| Vrouwen junioren | Nico Knoll        | Ada Watson   | Nicole Clamann   |

## Mannen elite

### Kalender en podia
| Datum             | Locatie                                 | Cat. | Winnaar           | Tweede            | Derde           | Leider in het klassement |       |
| ----------------- | --------------------------------------- | ---- | ----------------- | ----------------- | --------------- | ------------------------ | ----- |
| 14 september 2024 | Virginia's Blue Ridge Go Cross, Roanoke | C1   | Andrew Strohmeyer | Kerry Werner      | Scott Funston   | Andrew Strohmeyer        | [ 1 ] |
| 15 september 2024 | Virginia's Blue Ridge Go Cross, Roanoke | C2   | Andrew Strohmeyer | Kerry Werner      | Marcis Shelton  | Andrew Strohmeyer        | [ 2 ] |
| 21 september 2024 | Rochester Cyclocross, Rochester         | C1   | Andrew Strohmeyer | Scott Funston     | Tobin Ortenblad | Andrew Strohmeyer        | [ 3 ] |
| 22 september 2024 | Rochester Cyclocross, Rochester         | C2   | Andrew Strohmeyer | Marcis Shelton    | Tobin Ortenblad | Andrew Strohmeyer        | [ 4 ] |
| 28 september 2024 | Charm City Cross, Baltimore             | C1   | Andrew Strohmeyer | Scott Funston     | Eric Brunner    | Andrew Strohmeyer        | [ 5 ] |
| 29 september 2024 | Charm City Cross, Baltimore             | C2   | Eric Brunner      | Andrew Strohmeyer | Scott Funston   | Andrew Strohmeyer        | [ 6 ] |
| 5 oktober 2024    | Trek Cup, Waterloo                      | C1   | Kerry Werner      | Andrew Strohmeyer | Scott Funston   | Andrew Strohmeyer        | [ 7 ] |
| 6 oktober 2024    | Trek Cup, Waterloo                      | C2   | Andrew Strohmeyer | Kerry Werner      | Scott Funston   | Andrew Strohmeyer        | [ 8 ] |

### Eindstand
| Legenda | Legenda | Legenda | Legenda  | Legenda           | Legenda         | Legenda              |
| ------- | ------- | ------- | -------- | ----------------- | --------------- | -------------------- |
| 1e plek | 2e plek | 3e plek | 4 t/m 25 | gediskwalificeerd | niet uitgereden | – (niet deelgenomen) |

| Pos. | Renner            | Team                    | ROA1 | ROA2 | ROC1 | ROC2 | BAL1 | BAL2 | WAT1 | WAT2 | Punten |
| ---- | ----------------- | ----------------------- | ---- | ---- | ---- | ---- | ---- | ---- | ---- | ---- | ------ |
| 1    | Andrew Strohmeyer | CXD Trek Bikes          | 1    | 1    | 1    | 1    | 1    | 2    | 2    | 1    | 344    |
| 2    | Kerry Werner      |                         | 2    | 2    | 5    | 5    | 4    | 5    | 1    | 2    | 266    |
| 3    | Scott Funston     |                         | 3    | 4    | 2    | 7    | 2    | 3    | 3    | 3    | 260    |
| 4    | Dylan Zakrajsek   | Competitive Edge Racing | 6    | 8    | 11   | 8    | 6    | 9    | 8    | 6    | 186    |
| 5    | Owen Brenneman    | CXD Trek Bikes          | 5    | 5    | 8    | 12   | 8    | 10   | 9    | 14   | 176    |
| 6    | Marcis Shelton    |                         | DNF  | 3    | 6    | 2    | 5    | 4    | DNF  | 7    | 170    |
| 7    | Curtis White      |                         | 4    | 6    | 10   | 9    | 13   | 8    | 5    | -    | 169    |
| 8    | Cody Scott        | Competitive Edge Racing | 7    | 10   | 12   | 10   | 12   | 13   | 11   | 11   | 159    |
| 9    | Jules Van Kempen  |                         | 8    | 7    | 15   | 4    | 14   | 12   | 20   | 9    | 156    |
| 10   | Ben Frederick     |                         | 10   | 9    | 24   | 11   | 11   | 14   | 4    | 12   | 153    |

## Vrouwen elite

### Kalender en podia
| Datum             | Locatie                                 | Cat. | Winnaar        | Tweede            | Derde             | Leider in het klassement |        |
| ----------------- | --------------------------------------- | ---- | -------------- | ----------------- | ----------------- | ------------------------ | ------ |
| 14 september 2024 | Virginia's Blue Ridge Go Cross, Roanoke | C1   | Hélène Clauzel | Sidney Mcgill     | Caroline Mani     | Hélène Clauzel           | [ 9 ]  |
| 15 september 2024 | Virginia's Blue Ridge Go Cross, Roanoke | C2   | Hélène Clauzel | Sidney Mcgill     | Caroline Mani     | Hélène Clauzel           | [ 10 ] |
| 21 september 2024 | Rochester Cyclocross, Rochester         | C1   | Hélène Clauzel | Maghalie Rochette | Sidney Mcgill     | Hélène Clauzel           | [ 11 ] |
| 22 september 2024 | Rochester Cyclocross, Rochester         | C2   | Hélène Clauzel | Sidney Mcgill     | Manon Bakker      | Hélène Clauzel           | [ 12 ] |
| 28 september 2024 | Charm City Cross, Baltimore             | C1   | Hélène Clauzel | Manon Bakker      | Caroline Mani     | Hélène Clauzel           | [ 13 ] |
| 29 september 2024 | Charm City Cross, Baltimore             | C2   | Hélène Clauzel | Manon Bakker      | Maghalie Rochette | Hélène Clauzel           | [ 14 ] |
| 5 oktober 2024    | Trek Cup, Waterloo                      | C1   | Hélène Clauzel | Manon Bakker      | Sidney Mcgill     | Hélène Clauzel           | [ 15 ] |
| 6 oktober 2024    | Trek Cup, Waterloo                      | C2   | Hélène Clauzel | Manon Bakker      | Maghalie Rochette | Hélène Clauzel           | [ 16 ] |

### Eindstand
| Pos. | Renner         | Team                    | ROA1 | ROA2 | ROC1 | ROC2 | BAL1 | BAL2 | WAT1 | WAT2 | Punten |
| ---- | -------------- | ----------------------- | ---- | ---- | ---- | ---- | ---- | ---- | ---- | ---- | ------ |
| 1    | Hélène Clauzel |                         | 1    | 1    | 1    | 1    | 1    | 1    | 1    | 1    | 360    |
| 2    | Manon Bakker   | Crelan-Corendon         | 4    | 4    | 4    | 3    | 2    | 2    | 2    | 2    | 268    |
| 3    | Sidney McGill  |                         | 2    | 2    | 3    | 2    | 5    | 4    | 3    | 5    | 260    |
| 4    | Katie Clouse   |                         | 5    | 5    | 6    | 5    | 4    | 5    | 5    | 4    | 218    |
| 5    | Caroline Mani  |                         | 3    | 3    | 5    | 4    | 3    | DNF  | 4    | 7    | 216    |
| 6    | Lauren Zoerner | Competitive Edge Racing | 9    | 9    | 7    | 7    | 8    | 6    | 6    | 6    | 189    |
| 7    | Raylyn Nuss    |                         | 6    | 6    | 8    | 8    | 6    | 9    | 7    | 12   | 187    |
| 8    | Mia Aseltine   | Competitive Edge Racing | 11   | 7    | 9    | 10   | 14   | 7    | 12   | 8    | 166    |
| 9    | Anna Megale    | Competitive Edge Racing | 10   | 11   | 10   | 11   | 12   | 8    | 11   | 9    | 162    |
| 10   | Kaya Musgrave  |                         | 8    | 10   | 13   | 9    | 9    | 11   | 9    | 13   | 162    |

## Jongens junioren

### Kalender en podia
| Datum             | Locatie   | Cat. | Winnaar          | Tweede           | Derde         | Leider in het klassement |
| ----------------- | --------- | ---- | ---------------- | ---------------- | ------------- | ------------------------ |
| 14 september 2024 | Roanoke   | CJ   | Benjamin Bravman | Garrett Beshore  | Dylan Haynes  | Benjamin Bravman         |
| 15 september 2024 | Roanoke   | CJ   | Benjamin Bravman | Garrett Beshore  | Dylan Haynes  | Benjamin Bravman         |
| 21 september 2024 | Rochester | CJ   | Benjamin Bravman | Aidan Vollmuth   | Jack Bernhard | Benjamin Bravman         |
| 22 september 2024 | Rochester | CJ   | Jack Bernhard    | Tofik Beshir     | Evan Moore    | Benjamin Bravman         |
| 28 september 2024 | Baltimore | CJ   | Nathaniel Gervez | Tofik Beshir     | Kalen Brown   | Benjamin Bravman         |
| 29 september 2024 | Baltimore | CJ   | Nathaniel Gervez | Tofik Beshir     | Jack Bernhard | Jack Bernhard            |
| 5 oktober 2024    | Waterloo  | CJ   | Benjamin Bravman | Garrett Beshore  | Tofik Beshir  | Benjamin Bravman         |
| 6 oktober 2024    | Waterloo  | CJ   | Garrett Beshore  | Benjamin Bravman | Dylan Haynes  | Benjamin Bravman         |

### Eindstand
| Pos. | Renner           | Team | ROA1 | ROA2 | ROC1 | ROC2 | BAL1 | BAL2 | WAT1 | WAT2 | Punten |
| ---- | ---------------- | ---- | ---- | ---- | ---- | ---- | ---- | ---- | ---- | ---- | ------ |
| 1    | Benjamin Bravman |      | 1    | 1    | 1    | 4    | -    | -    | 1    | 2    | 276    |
| 2    | Tofik Beshir     |      | -    | -    | 5    | 2    | 2    | 2    | 3    | 4    | 230    |
| 3    | Isaiah Culbreath |      | 7    | 7    | 10   | 11   | 8    | 7    | 9    | 13   | 193    |
| 4    | Jack Bernhard    |      | 8    | DNF  | 3    | 1    | 5    | 3    | -    | -    | 186    |
| 5    | Garrett Beshore  |      | 2    | 2    | -    | -    | -    | -    | 2    | 1    | 176    |
| 6    | Kalen Brown      |      | -    | -    | 12   | 10   | 3    | 5    | 5    | 8    | 174    |
| 7    | Nathaniel Gervez |      | 4    | 4    | -    | -    | 1    | 1    | -    | -    | 168    |
| 8    | Dylan Haynes     |      | 3    | 3    | -    | -    | -    | -    | 6    | 3    | 144    |
| 9    | Aidan Vollmuth   |      | -    | -    | 2    | 8    | 4    | 4    | -    | -    | 136    |
| 10   | Jon Taber        |      | 12   | 11   | 11   | 26   | 6    | 13   | -    | -    | 127    |

## Meisjes junioren

### Kalender en podia
| Datum             | Locatie   | Cat. | Winnaar          | Tweede          | Derde            | Leider in het klassement |
| ----------------- | --------- | ---- | ---------------- | --------------- | ---------------- | ------------------------ |
| 14 september 2024 | Roanoke   | CJ   | Ada Watson       | Nico Knoll      | Rachel Lev-Tov   | Ada Watson               |
| 15 september 2024 | Roanoke   | CJ   | Ada Watson       | Rachel Lev-Tov  | Alyssa White     | Ada Watson               |
| 21 september 2024 | Rochester | CJ   | Rafaëlle Carrier | Ada Watson      | Nico Knoll       | Ada Watson               |
| 22 september 2024 | Rochester | CJ   | Rafaëlle Carrier | Ada Watson      | Alyssa White     | Ada Watson               |
| 28 september 2024 | Baltimore | CJ   | Ada Watson       | Alyssa White    | Nico Knoll       | Ada Watson               |
| 29 september 2024 | Baltimore | CJ   | Alyssa White     | Nico Knoll      | Ada Watson       | Ada Watson               |
| 5 oktober 2024    | Waterloo  | CJ   | Nico Knoll       | Aislin Hallahan | Rachel Lev-Tov   | Ada Watson               |
| 6 oktober 2024    | Waterloo  | CJ   | Nico Knoll       | Aislin Hallahan | Lyllie Sonnemann | Nico Knoll               |

### Eindstand
| Pos. | Renner           | Team | ROA1 | ROA2 | ROC1 | ROC2 | BAL1 | BAL2 | WAT1 | WAT2 | Punten |
| ---- | ---------------- | ---- | ---- | ---- | ---- | ---- | ---- | ---- | ---- | ---- | ------ |
| 1    | Nico Knoll       |      | 2    | 7    | 3    | 6    | 3    | 2    | 1    | 1    | 318    |
| 2    | Ada Watson       |      | 1    | 1    | 2    | 2    | 1    | 3    | -    | -    | 272    |
| 3    | Nicole Clamann   |      | 9    | 4    | 11   | 13   | 5    | 6    | 8    | 8    | 217    |
| 4    | Alyssa White     |      | 4    | 3    | DNF  | 3    | 2    | 1    | -    | -    | 204    |
| 5    | Bridget Wilson   |      | 6    | 5    | 9    | 10   | 6    | 5    | -    | -    | 173    |
| 6    | Rachel Lev-Tov   |      | 3    | 2    | -    | -    | -    | -    | 3    | 4    | 152    |
| 7    | Sophie Cosper    |      | 7    | 8    | 12   | 14   | 7    | 7    | -    | -    | 152    |
| 8    | Aislin Hallahan  |      | -    | -    | 6    | 9    | -    | -    | 2    | 2    | 139    |
| 9    | Liliana Edwards  |      | -    | -    | 4    | 4    | 4    | 4    | -    | -    | 136    |
| 10   | Lyllie Sonnemann |      | -    | -    | 7    | 5    | -    | -    | 4    | 3    | 132    |

## Puntenverdeling per wedstrijd
De rijders verdienen punten aan de hand van de volgende tabellen. Bij de elite levert een zaterdagcross van Categorie 1 meer punten op dan de zondagcross van Categorie 2. De puntentelling bij de junioren is gelijk bij elke wedstrijd. Bij de eerste editie week de telling iets af en konden de rijders minder punten verdienen.
| Positie | 1  | 2  | 3  | 4  | 5  | 6  | 7  | 8  | 9  | 10 | 11 | 12 | 13 | 14  | 15  | 16  | 17  |
| Punten  | 50 | 42 | 38 | 34 | 32 | 30 | 28 | 26 | 25 | 24 | 23 | 22 | 21 | 20  | 19  | 18  | 17  |
|         |    |    |    |    |    |    |    |    |    |    |    |    |    |     |     |     |     |
| Positie | 18 | 19 | 20 | 21 | 22 | 23 | 24 | 25 | 26 | 27 | 28 | 29 | 30 | 31+ | DNF | DNS | DSQ |
| Punten  | 16 | 15 | 14 | 13 | 12 | 11 | 10 | 9  | 8  | 7  | 6  | 5  | 4  | 3   | 2   | 1   | 0   |

| Positie | 1  | 2  | 3  | 4  | 5  | 6  | 7  | 8  | 9  | 10 | 11  | 12  | 13  |  |
| Punten  | 40 | 32 | 28 | 24 | 22 | 21 | 20 | 19 | 18 | 17 | 16  | 15  | 14  |  |
|         |    |    |    |    |    |    |    |    |    |    |     |     |     |  |
| Positie | 14 | 15 | 16 | 17 | 18 | 19 | 20 | 21 | 22 | 23 | 24+ | DNF | DNS |  |
| Punten  | 13 | 12 | 11 | 10 | 9  | 8  | 7  | 6  | 5  | 4  | 3   | 2   | 1   |  |

Kampioenschappen:  Wereldkampioenschappen ·
 Europese kampioenschappen ·
 Belgische kampioenschappen ·
 Nederlandse kampioenschappen
Klassementen:  Wereldbeker ·
 Superprestige ·
 X²O Badkamers Trofee ·
 HSF System Cup ·
 Trek USCX Series ·
 Coupe de France ·
 National Trophy Series ·
 Copa de España ·
 Swiss Cyclocross Cup ·
 Hope Supercross Series
Overig:  Exact Cross ·  Losse crossen België
2021-2022 · 2022-2023 · 2023-2024 · 2024-2025